# Franz Richard

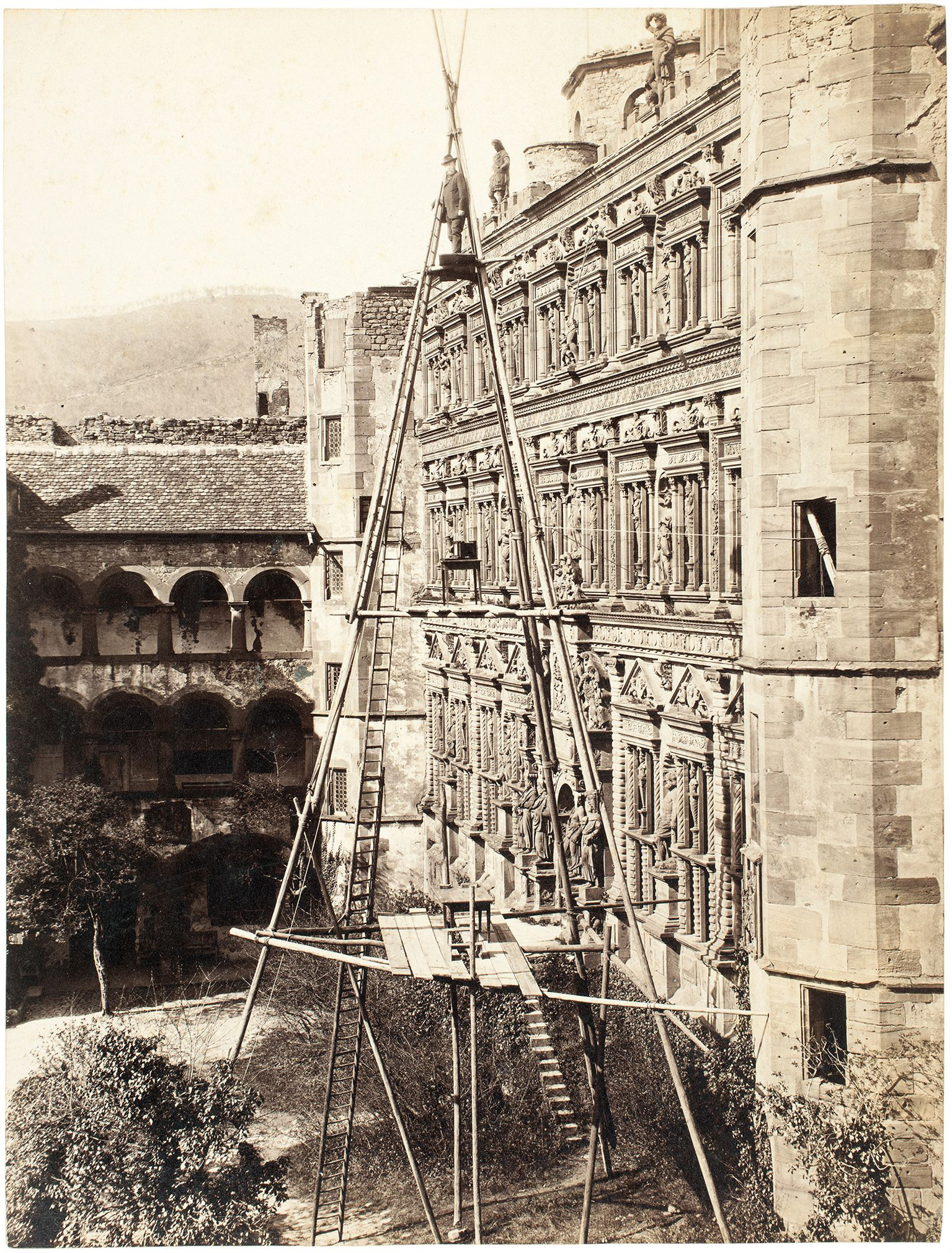
Franz Richard auf seinem Gerüst vor dem Heidelberger Schloss, 1864.

Franz Richard (* 1838; † 1901 in München) war ein deutscher Fotograf.

## Leben
Die Herkunft, das genaue Geburtsdatum und die Ausbildung von Franz Richard sind nicht bekannt. Um 1860 eröffnete Franz Richard ein fotografisches Atelier in Heidelberg zwischen dem Museum und dem Lyceum. Etwa ab 1862 spezialisierte er sich auf Stadt- und Architekturaufnahmen. Bekannt wurde er durch seine Aufnahmen des Heidelberger Schlosses. Zur entzerrungsfreien Abbildung der Fassaden des Schlosses errichtete er bis zu 30 m hohe Gerüste. Seine Arbeiten fanden früh Anerkennung. Bereits in den Anfangsjahren wurde er zum großherzoglich badischen Hoffotografen ernannt. Richard präsentierte seine Arbeiten auf den Weltausstellungen von London (1862) und Paris (1867). Auf der Internationalen Fotografie-Ausstellung 1865 in Berlin erhielt eine Preismedaille. Vom König von Preussen wurde er 1866 mit einer Goldmedaille geehrt. In den 1880er Jahren erlebte sein Atelier einen Niedergang. 1892 wurde Franz Richard wegen einer Unterschlagung zu fünf Monaten Haft verurteilt. 1901 verstarb Franz Richard in prekären Verhältnissen in München. Sein heutiger Ruf als Pionier der Architekturfotografie beruht auf seinen innovativen Heidelberger Aufnahmen.